# 市川光洋
市川 光洋（いちかわ みつひろ、1956年 - ）は、日本の精神科医、心療内科医。専門は森田療法。日本森田療法学会理事。医学博士。

## 来歴
- 1956年 - 誕生
- 1982年 - 浜松医科大学医学部医学科卒業。浜松医科大学精神神経科入局。児童外来、森田療法外来を担当
- 1983年 - 高良興生院にて森田療法を研修
- 1984年 - 浜松医科大学精神神経科病棟森田療法グループ責任者
- 1986年 - 東京都立松沢病院医員。アルコール病棟開設に携わる
- 1989年 - 成増厚生病院医員。東京アルコール医療センター副所長。医学博士（東邦大学）。光洋クリニック開設

光洋クリニック院長。精神保健指定医、森田療法学会認定医

## 学会
- 日本森田療法学会理事
- 日本外来臨床精神医学会理事

## 著書

### 単著
- 『外来森田療法—神経症の短期集中治療』白揚社、2008年3月。ISBN 9784826971447。

### 監修
- 『プチうつ。』ソフトマジック、2003年4月。ISBN 9784921181772。

## 関連人物
- 高良武久
- 大原健士郎